# Étienne Guillaume-Montfort
Pour les articles homonymes, voir Montfort et Guillaume.
Étienne Guillaume dit Guillaume-Montfort (1759-1802) est un maître écrivain français, actif à la fin du XVIIIe siècle et au début du XIXe. Il ajoute « Montfort » à sa signature sans doute pour se distinguer de Jean-François Guillaume, également maître écrivain.

## Biographie
Il est baptisé le 2 janvier 1759 à Montfort-l'Amaury et prénommé Yves-Étienne. Son père Nicolas Guillaume est maître de pension, sa mère Marie-Marguerite Guyot. Il est reçu maître en 1779.
Il est expert-vérificateur et s'associe à plusieurs académies scientifiques ou artistiques, qui fleurissaient à cette époque. Autour de 1800 il fut professeur au Prytanée de Paris. Vers 1802 il était professeur à l'Institut des boursiers de Paris et vérificateur d'écritures contestées en justice. Il prit sa retraite à Montsouris, au sud de Paris et termina ses Fables d'Ésope juste avant de mourir.
Charles Lechard, autre maître d'écriture, a publié sur lui une notice biographique dont des extraits sont publiés dans Mediavilla 2006.

## Œuvres gravées

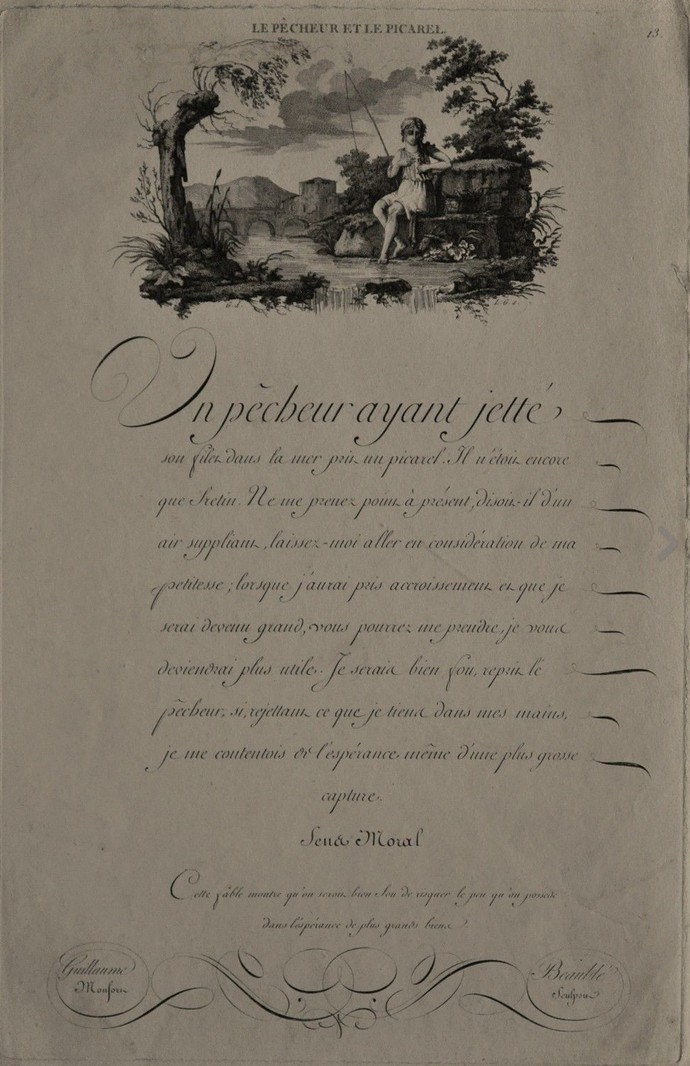
Planche extraite des Fables d'Ésope par Guillaume Montfort, Paris, Jean, ca. 1795.

Il publie essentiellement durant la dernière décennie du XVIIIe siècle :
- Abrégé des principes d'écriture, par Guillaume Montfort... Paris : Vve Pillot, an VII (gravé par Beaublé fils). 4°, 12 pl. gr. (Paris BNF).
- L'Art d'écrire démontré par Guillaume Montfort... Paris : Basset, ca. 1800. 4°, 20 pl. grav. par Bariolle. Cat. Jammes n° 86.
- Choix de pièces d'écriture d'après Guillaume Montfort. Paris : Basset, [ca. 1810]; 2°, 12 pl. gravées par Dizambourg. (Lyon INRP).
- Collection de principes et modèles de différentes sortes d'écritures, par Guillaume Montfort... Paris : chez Basset, (ca. 1800 ?). 2°, pl. gravées par Dien. (Paris BNF)
- L'Écriture démontrée par Guillaume-Montfort, professeur au Prytanée à Paris... Paris : Basset, 1797. 2°, 17 pl. grav. par Beaublé et Bariolle. Barcelona, Bibl. de Catalunya, avec numérisation.
- Fables d'Esope par Guillaume Montfort... Paris : Jean, ca. 1795. 2°, 19 pl. grav. Davignon (Paris BNF)
- Fables d'Esope dédiées au Premier consul Bonaparte. Écrites par Guillaume Montfort... Paris : Basset et Beaublé, ca. 1801; 2°, 20 pl. grav. par L. Guyot d'après des dessins probablement dus au peintre François Gérard. (Lyon INRP, Bruxelles KBR (Estampes) : S.II 111629 à 648). Cat. Jammes n° 87.
- Principes d'écriture. Paris : Basset, ca. 1795]. 2°, 20 pl. gravées. (Lyon INRP). Les textes choisis en exemple sont extraits de la "Déclaration des droits de l'homme et du citoyen".
- Recueil d'écriture anglaise. 2°, 20 pl. gravées par Benezy. Cité d'après Mediavilla 2006.
- Traité élémentaire de l'art d'écrire où l'on a mis en exemples la Déclaration des droits et des devoirs de l'homme et du citoyen. À l'usage des élèves du Prytanée français à Paris. Par Guillaume-Montfort, professeur du Prytanée et membre de plusieurs sociétés d'art. Paris : Basset (1798), impr. par Dedun. 2°, 32 p. et 20 planches gravées et numérotées (15 par Bariolle et 5 par Beaublé). Cat. Hugues de Latude, 2012. Ce Traité fut offert par l'auteur au Conseil des Cinq Cents, qui en référa lors de la séance du 12 brumaire an VII (2 novembre 1798).
- Traité élémentaire de l'art d'écrire par Guillaume-Montfort professeur à l'Institut des boursiers de Paris et vérificateur des écritures et signatures contestées en justice... Paris : Basset, [1804] (grav. Bariolle, impr. Dedun). 2°, [2]-32 p., 22 pl. gr. (Paris BNF).
- Pièces d'écriture anglaise. Paris, s.n., [c. 1795]. 2°, titre et 14 pl. Cat. Hutton n° 57/1.
- Recueil de pièces d'écriture d'après Guillaume Montfort et Bourgoin. Paris, s.n., [c. 1800]. 2°, titre et 14 pl. gravées par Bariolle. Cat. Hutton n° 57/2.
- Tous les genres d'écriture usités par diminution de caractères, exécutés par Lechard et Guillaume, experts-écrivains, vérificateurs. 1785. 2° gravé par Legendre. Cité d'après Mediavilla 2006.